# デイヴィッド・バーバーグ
デイヴィッド・バーバーグ（David Verburg、1991年5月14日 ‐ ）は、アメリカ合衆国ゲインズビル出身の陸上競技選手。専門は短距離走の400mで、44秒41の自己ベストを持つ。2016年リオデジャネイロオリンピックをはじめ、2013年モスクワ世界選手権と2015年北京世界選手権、2014年ソポト世界室内選手権、2014年と2015年と2017年の世界リレーなど、世界大会の4×400mリレーにおいて数多くの金メダルを獲得している選手であり、4×400mリレーの元室内世界記録保持者でもある。400mではオリンピックと世界選手権を通じて決勝に進出したことはないが、世界室内選手権では4位の実績を持つ。

## 経歴

### 高校時代
高校時代にはアメリカンフットボールとサッカーに取り組んでいたが、アメリカンフットボールは背が低かったため、サッカーは技術が伴っていなかったため断念し、本格的に陸上競技に取り組むこととなった。高校3年時には400mでE.C.グラス高校（E. C. Glass High School）の学校新記録（47秒15）樹立や、全国大会のナイキ室内選手権（Nike Indoor Nationals）において5位入賞などの実績を残した。

### 大学時代
奨学金を得てジョージ・メイソン大学に進学。2013年に卒業するまでの4年間において、屋外の室内のNCAA選手権（全米学生選手権）で優勝することはできなかったが（最高成績は2012年と2013年の屋外選手権400mの4位）、CAA（Colonial Athletic Association）選手権では男子400mを4連覇するなど活躍し、NCAAのオールアメリカンに11回（室内で4回、屋外で7回）、CAAのアスリート・オブ・ザ・イヤーに2回選出された。

### 2010年
6月の全米ジュニア選手権男子400m決勝で3位に入り、モンクトン世界ジュニア選手権男子4×400mリレーのアメリカ代表の座を掴むと、迎えた7月の大会ではアメリカチームの3走を務めて金メダル獲得に貢献した。

### 2012年
6月の全米選手権（オリンピックトライアル）男子400mでは初出場ながら決勝に進出するも、45秒36の7位に終わりロンドンオリンピックアメリカ代表の座を逃した。7月の北中米カリブU23選手権では男子400mを45秒14で制すると、アンカーを務めた4×400mリレーも優勝に貢献して2冠を達成した。

### 2013年

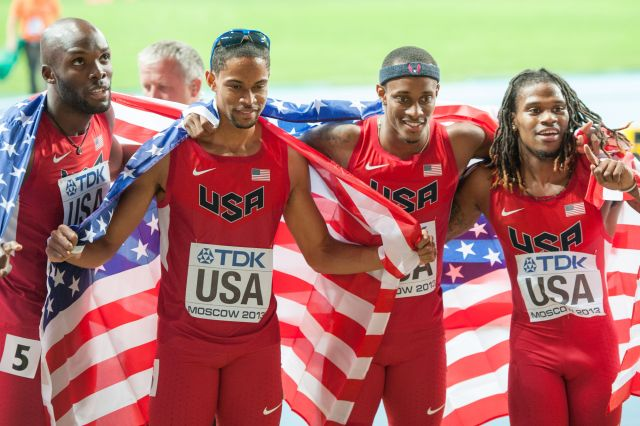
2013年モスクワ世界選手権（右端）

6月の全米学生選手権男子400決勝において45秒03の自己ベストをマークして44秒台に肉薄すると、同月の全米選手権男子400m準決勝では初の44秒台となる44秒75をマーク。決勝はタイムを落として45秒34の6位に終わったが、モスクワ世界選手権男子4×400mリレーのアメリカ代表の座を掴んだ。シニアの世界大会初出場となった8月のモスクワ世界選手権男子4×400リレーでは予選でアメリカチームの2走、決勝で1走を務めると、予選ではチーム最速の44.6、決勝では第1走者の中で最速となる45.0のラップタイムをマークして金メダル獲得に貢献した。

### 2014年
2月の全米室内選手権男子400m決勝で45秒62の自己ベストをマークするも、優勝したカイル・クレモンズに0秒02及ばず惜しくも優勝を逃した。3月のソポト世界室内選手権には男子400mと4×400mリレーに出場すると、400mでは世界大会の個人種目初出場ながら決勝に進出したが、決勝では不利な内側の1レーンからのスタートいうこともあって46秒21の4位に終わり、3位のカイル・クレモンズには0秒47及ばずメダルを逃した。しかし、決勝のみ出場した4×400mリレーはアメリカチームの2走を務めると、3分02秒13の室内世界新記録（当時）樹立と金メダル獲得に貢献した。5月には今年新設された世界リレー（リレー種目だけの世界大会）に参加すると、男子4×400mの予選と決勝でアメリカチームの1走を務めて金メダル獲得に貢献した。6月の全米選手権男子400mでは準決勝で45秒49の全体10位に終わり、決勝に進出するには0秒06及ばなかった。

### 2015年
昨年に続いて出場した5月の世界リレー男子4×400mでは予選と決勝でアメリカチームの1走を務めると、決勝では第1走者の中で唯一の44秒台となる44秒91のラップタイムをマークして2連覇に貢献した。6月の全米選手権男子400mでは準決勝を44秒41の自己ベストで突破すると、決勝では44秒63とタイムを落としたもののラショーン・メリットに0秒03差で競り勝ち初優勝を成し遂げた。全米チャンピオンとして臨んだ8月の北京世界選手権には男子400mと4×400mリレーに出場すると、400mは予選を自己ベストに迫る44秒43で突破するも、準決勝は44秒71とタイムを落として組3着（全体10位）に終わり、着順で突破できる組2着には0秒45、タイムで拾われた全体8位の選手には0秒07及ばず、惜しくも決勝進出を逃した。決勝のみ出場した4×400mリレーではアメリカチームの1走を務めて金メダル獲得に貢献した。

### 2016年
ディフェンディングチャンピオンとして臨んだ7月の全米選手権（オリンピックトライアル）男子400mでは44秒82の3位に入り、連覇こそ逃したものの初のオリンピックアメリカ代表の座を掴んだ。迎えた8月のリオデジャネイロオリンピックには男子400mと4×400mリレーに出場すると、400mはタイムで拾われて予選を突破したが（45秒48）、準決勝は45秒61とタイムを落として敗退した。4×400mリレーでは予選でアメリカチームのアンカーを務めて決勝進出に貢献したが、怪我のため決勝は出場しなかった。アメリカが優勝したため、予選を走ったバーバーグも初のオリンピックメダルとなる金メダルを獲得した。

### 2017年
3大会連続の出場となった世界リレー男子4×400mでは決勝でアメリカチームの1走を務めると（予選はアンカー）、第1走者の中で最速ラップとなる45秒28をマークして3連覇に貢献した。6月の全米選手権男子400mは45秒85で予選敗退に終わり、3大会連続の世界選手権アメリカ代表の座を逃した。

## 自己ベスト
記録欄の（　）内の数字は風速（m/s）で、+は追い風、-は向かい風を意味する。
| 種目 | 記録          | 年月日        | 場所             | 備考 |
| 屋外 | 屋外          | 屋外          | 屋外             | 屋外 |
| ---- | ------------- | ------------- | ---------------- | ---- |
| 200m | 20秒63 (-0.1) | 2015年4月3日  | ゲインズビル     |      |
| 300m | 32秒17        | 2015年6月7日  | バーミンガム     |      |
| 400m | 44秒41        | 2015年6月26日 | ユージーン       |      |
| 室内 |               |               |                  |      |
| 200m | 21秒33        | 2013年2月15日 | ブラックスバーグ |      |
| 400m | 45秒62        | 2014年2月23日 | アルバカーキ     |      |
| 500m | 1分01秒29     | 2013年1月18日 | ニューヨーク     |      |

## 主要大会成績
備考欄の記録は当時のものを含む
| 年   | 大会                       | 場所             | 種目    | 結果   | 記録            | 備考                          |
| ---- | -------------------------- | ---------------- | ------- | ------ | --------------- | ----------------------------- |
| 2010 | 世界ジュニア選手権         | モンクトン       | 4x400mR | 優勝   | 3分04秒76 (3走) | 今季ジュニア世界最高記録      |
| 2012 | 北中米カリブU23選手権 (en) | イラプアト       | 400m    | 優勝   | 45秒14          |                               |
| 2012 | 北中米カリブU23選手権 (en) | イラプアト       | 4x400mR | 優勝   | 3分03秒81 (4走) |                               |
| 2013 | 世界選手権                 | モスクワ         | 4x400mR | 優勝   | 2分58秒71 (1走) | 今季世界最高記録              |
| 2014 | 世界室内選手権             | ソポト           | 400m    | 4位    | 46秒21          |                               |
| 2014 | 世界室内選手権             | ソポト           | 4x400mR | 優勝   | 3分02秒13 (2走) | 室内世界記録                  |
| 2014 | 世界リレー (en)            | ナッソー         | 4x400mR | 優勝   | 2分57秒25 (1走) | 大会記録                      |
| 2015 | 世界リレー (en)            | ナッソー         | 4x400mR | 優勝   | 2分58秒43 (1走) | 今季世界最高記録              |
| 2015 | 世界選手権                 | 北京             | 400m    | 準決勝 | 44秒71          |                               |
| 2015 | 世界選手権                 | 北京             | 4x400mR | 優勝   | 2分57秒82 (1走) | 今季世界最高記録              |
| 2016 | オリンピック               | リオデジャネイロ | 400m    | 準決勝 | 45秒61          |                               |
| 2016 | オリンピック               | リオデジャネイロ | 4x400mR | 予選   | 2分58秒38 (4走) | 決勝進出 今季アメリカ最高記録 |
| 2017 | 世界リレー (en)            | ナッソー         | 4x400mR | 優勝   | 3分02秒13 (1走) |                               |

### ダイヤモンドリーグ
ダイヤモンドリーグの総合成績を記載。獲得ポイント欄の（　）内は出場したポイント対象レースの数を意味する。
| 年   | 種目 | 総合順位 | 獲得ポイント |
| ---- | ---- | -------- | ------------ |
| 2015 | 400m | 5位      | 3 (2レース)  |